# 追立ダム
追立ダム（おったちダム）は、徳島県那賀郡那賀町、那賀川水系の坂州木頭川に建設されたダム。高さ29.5メートルの重力式コンクリートダムで、徳島県営のダムである。

## 沿革
- 1952年（昭和27年）5月 - 完成[1]。
- 2018年（平成30年） - リニューアルし最大出力2,500kw、常時出力120kwに出力が上がった。

## 交通
- JR「徳島駅」より車で約1時間40分。
- 徳島自動車道「徳島インターチェンジ」より車で約1時間45分。